# HMS Queen (1839)
HMS Queen — британский 110-пушечный линейный корабль 1 ранга. Спущен на воду 15 мая 1839 в Портсмуте. Первоначально, в 1827, назывался Король Фридерик, но был переименован 12 апреля 1839 в честь недавно коронованной королевы Виктории. Должен был стать последним корабль типа «Каледония», но 3 сентября 1833 года был перестроен по новому проекту сэра Уильяма Симондса.
Единственный корабль, построенный по проекту Симондса, хотя первоначально планировалась постройка ещё трёх однотипных кораблей; один из них был заказан на Портсмутской верфи 12 сентября 1833 года и назван Royal Sovereign, затем был переименован в Royal Frederick 12 апреля 1839 года, закончен как винтовой линейный корабль Frederick William. Два других однотипных корабля были заказаны верфи в Пембруке 3 октября 1833 года: Algiers был достроен как 90-пушечный линейный корабль, тогда как Victoria была достроена как 90-пушечный винтовой линейный корабль, названный Windsor Castle..
В 1842 году корабль посетила королева Виктория. В 1854 году, во время Крымской войны, Queen приняла участие в бомбардировке Севастополя. Знаменитая черепаха Тимоти, умершая в 2004 году в возрасте 160 лет, была талисманом корабля в эти годы.
С августа 1858 года по апрель 1859 года Queen была перестроена на Ширнесской верфи в винтовое судно, число орудийных палуб было сокращено с трёх до двух, корабль перевооружён в 86-пушечный. Корабль оснастили одним двигателем Maudslay, Sons and Field мощностью 500 л. с.
Корабль был разобран в 1871 году на верфи Surrey Canal Wharf в Ротерхайте, на берегах Темзы.